# Christian Wetklo
Christian Wetklo (Marl, 11 gennaio 1980) è un allenatore di calcio ed ex calciatore tedesco, di ruolo portiere, preparatore dei portieri dello Schalke 04 II.